# Васьковское (озеро)
Васьковское — пресноводное озеро на юге Дальнегорского района Приморского края. Местными жителями называется озеро Васьково.
Площадь зеркала — 0,36 км², площадь водосбора — 15,8 км².
С северной стороны впадает ключ из пади Васьковой, на северо-востоке связано протокой с рекой Рудной.
Озеро Васьковское находится в приустьевой части реки Рудная, недалеко от берега моря. На северном берегу расположен посёлок Смычка. На западном — водозабор села Рудная Пристань. На южном берегу — оборудованный пляж детского лагеря «Дружба». Озеро является местом летнего отдыха и купания. Зимой ведётся любительский подлёдный лов корюшки.